# Olaus Murie

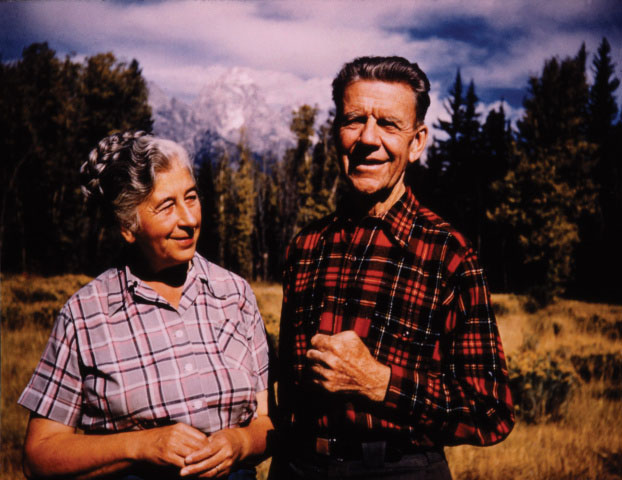
Margaret en Olaus Murie in de omgeving van hun huis in het Tetongebergte.

Olaus Johan Murie (Moorhead, 1 maart 1889 – Moose, 21 oktober 1963) was een Amerikaans natuurvorser, bioloog, schrijver en natuurbeschermer.
Hij realiseerde een grote doorbraak in het veldonderzoek met betrekking tot een aantal grote Noord-Amerikaanse zoogdieren, met name wapiti. Vanaf 1937 was Murie actief in verschillende milieuorganisaties, waaronder The Wilderness Society, The Wildlife Society en de Izaak Walton League. Samen met zijn echtgenote Margaret lobbyde hij met succes voor de uitbreiding van het Olympic National Park, tegen de bouw van dammen in Glacier National Park, en voor de oprichting van Jackson Hole National Monument (nu Grand Teton National Park) en het Arctic National Wildlife Refuge. De Muries kregen veel erkenning voor hun werk.
Olaus en Margaret Murie woonden in Moose (Wyoming), een gehucht dat nu onder het Grand Teton National Park valt. Hun woning staat op het National Register of Historic Places.
Olaus' broer Adolph beoefende hetzelfde beroep en deed baanbrekend werk voor de studie van wilde wolven en beren.
- Bibsys: 1062378
- Gemeinsame Normdatei: 131905600
- International Standard Name Identifier: 0000 0001 0956 6447
- Library of Congress Control Number: n79103883
- Bibliotheek van het Japanse parlement: 00472043
- Nationale Bibliotheek van Tsjechië: xx0162197
- Nationale Bibliotheek van Israël: 987007274384105171
- Nederlandse Thesaurus van Auteursnamen: 181641445
- SNAC: w68w3qnm
- Système universitaire de documentation: 081947046
- Virtual International Authority File: 15916152
- WorldCat: E39PBJrm8rpPpbgXrRj8ywYpT3